# Кнежевина Далмација и Либурнија
Кнежевина Далмација и Либурнија, односно Кнежевина Хрватска, била је прва раносредњовековна држава Белих Хрвата. Простирала се у залеђу историјских области Либурније и северне Далмације. Основана је након досељавања Словена на те просторе, а постојала је до 925. године, када је прерасла у Краљевину Хрватску.

## Назив
У историографији постоје бројни називи за ову државу:, као што су Кнежевина Хрватска, Хрватска кнежевина, Приморска Хрватска, Приморска кнежевина, Далматинска Хрватска, Далматинска кнежевина итд.). Најчешће се назива Приморском Хрватском, што је термин осмишљен од стране хрватских историографа 19. века, у време националног буђења Хрвата. Појам је настао из потребе да се раносредњовековна Хрватска јужно од реке Купе, историјски и правно повеже са бившом Краљевином Славонијом, за коју је такође осмишљен термин "Панонска Хрватска". Иако су оба термина убрзо прихваћена од већине угледних историчара и ушла у употребу у свим релевантним светским научним и образовним институцијама, познато је да се у раносредњовековним историјским изворима не помињу под наведеним називима, већ као Далмација, Либурнија, Горња Панонија, Доња Панонија, итд. С тим у вези, угледни хрватски историчар Иво Голдштајн наводи:
Новаковић константно пише "Приморска Хрватска", иако тако нешто у повијести није уопће постојало. То су хисториографски појмови, измислили су их историчари прошлих генерација како би нагласили хрватство тих покрајина које се није истицало у називима оног времена. Међутим, у доба Људевита Посавског постоје Далмација и Славонија, затим се у изворима спомињу и Панонија, Либурнија, Илирик, а тек се у другој половици 9, па у 10. и 11. ст. јавља и афирмира име Хрватска. Данас за упорабу назива "Приморска Хрватска" и других сличних, нема више оправдања, они само уносе забуну и треба их одбацити.
У хрватској историографији се за први документ у коме се појављују називи "Хрват" и "Хрватска" на подручју Далмације и Либурније сматра се повеља кнеза Трпимира (Трпмимирова даровница) од 4. марта 852. године, где се Трпимир назива "кнезом Хрвата" (Dux Croatorum), а његова земља "Краљевством Хрвата" (Regnum Croatorum). Међутим, с обзиром да Трпимирова даровница сачувана тек у препису који датира из 16. века, те због њене садржине, истакнути хрватски историчари, укључујући Наду Клаић, одбацују је као фалсификат.

## Територија
Кнежевина Далмација и Либурнија, према хрватским историографима, налазила се на подручју западног дела некадашње римске провинције Далмације, са средиштем од Велебита до реке Цетине, где је граничила са Србијом. У историјским изворима Срби се као народ на простору Далмације помињу још почетком 9. века Такозваној "Приморској Хрватској" обично се прибраја и Либурнија — од Истре (источно од реке Раше) до јужног Велебита. Изгледа да је Либурнија имала нарочити положај унутар тзв. "Приморске Хрватске“. У ово је подручје спадала и покрајина Гацка, која се протезала у унутрашњост до Уне и Купе. Покрајина Гацка била је подељена на три жупе: Гацку, Лику и Крбаву. Њоме је управљао бан, док је свим осталим крајевима управљао директно кнез, који су били у вазалном односу према франачким владарима. Углавном, географски смештај, значај и управа "склавиније", којој су хрватски историографи наденули име "Приморска Хрватска", поклапају се са границама прве хрватске средњовековне државе, описане у делу "О управљању царством" Константина Порфирогенита.
Уз овако дефинисану "Приморску Хрватску" сместило се још неколико словенских држава, које се заједно понекад називају "склавиније". Према најранијим доступним историјским изворима (хроника франачког летописца Ајнхарда), као и век касније код Порфирогенита, осим горње Србије, у чијем саставу су биле Рашка и Босна, Срби су насељавали и области Паганију или Неретљанску крајину, која се простирала од Цетине до Неретве, а припадали су јој и острва Брач, Хвар, Корчула, Мљет, Вис и Ластово; даље на југу налазило се Захумље (између Неретве и Дубровника) и Травунија (од Дубровника од Бока которске). И Дукља (на простору данашње Црне Горе) била једна од "склавинија" насељених Србима.
До 9. века од децентрализованих територијалних заједница којима су управљали племенски поглавари, ствара се језгро хрватске државе под заједничком влашћу кнеза у долинама река Цетине, Крке и Зрмање с центрима у Биограду, Нину, Солинском пољу и Книну. Приобални градови Задар, Трогир, Сплит, Дубровник и Котор, заједно с острвима Рабом, Крком и Осором (данашњи Црес и Лошињ) остају под византијском влашћу и од 9. века чине тему Далмацију, којом је управљао царски намесник у Задру. То је био плод Ахенског мира из 812. године, којим су све снажнији Франци поделили власт на Јадрану с Византијом и то тако да су далматински градови и острва припали Византији а хрватски копнени дио франачком интересном подручју.

## У вазалном односу према Францима
Након смрти Карла Великог, на власт долази његов син Луј Побожни (814—840), а у фурланској марки влада Кадолах који улази у сукоб с Панонским Словенима и Људевитом Посавским. Године 814, заједно с кнезом Људевитом Посавским, кнезом Доње Паноније (dux Pannoniae inferioris) пошао је и гудушачански (гачки) кнез Борна у Падерборн да се поклони новом цару приликом његовог ступања на франачки престо. Године 818. на државном Сабору у Херисталу присутно је Људевитово изасланство, али и изасланство Борне, гудушчанског кнеза (dux Guduskanorum), који је с народом пребегао пред Бугарима и потражио франачку заштиту. Неки слависти попут (Шафарика), као и домаћи историчари, закључили су да је на основу Ајнхародовог летописа могуће закључити да је Борна, заједно с Тимочанима, пребегао из данашње источне Србије 818. године. Пребегли Борна ће у борбама против Људевита стати на франачку страну, придобијајући тако за себе јаку силу која ће га моћи одбранити од Бугарске и Византије. Након првог неуспелог похода на Људевита, умире Кадолах, а наслеђује га маркгроф Балдерик који 819. започиње нови поход преко Карантаније. С југа се диже и Борна, сада именован у Ајнхардовим „Франачким аналима“ као dux Dalmatiae (кнез Далмације). Ипак, на Купи део његових снага, и то баш његови Гачани, прелази на страну Панонских Словена. Следеће године Борна прво шаље изасланство, а онда и лично одлази цару на договор о будућим корацима против Људевита. Борна умире исте године, а „Франачки љетописи“, пригодом смрти, називају га dux Dalmatiae atque Liburniae (кнез Далмације и Либурније). Археолошки налази из тога доба сведоче о великом франачком утицају, а нађени су бројни примерци франачкога накита и оружја, нарочито мачева.
Борну је наследио његов нећак (или можда унук) Владислав (821—835), кад су почеле и борбе против Млечана. У фебруару 821. цар Луј је потврдио Владислава као кнеза Далмације и Либурније на сабору у Ахену. Цар је на овом сабору опет разговарао о ратним плановима против Људевита. Франци су одлучили да поново нападну Људевита са три стране. Пошто је претходно одолео Францима у више наврата, Људевит је напослетку био присиљен да се повуче из свог утврђења Сиска и склони код Срба за које Ајнхард вели да „држе велики део Далмације“ ("Liudevitus Siscia civitate relicta, ad Sorabos, quae natio magnam Dalmatie partem obtinere dicitur, fugiendo se contulit"). Историчари се углавном слажу с тим да се вести о Људевитовом бекству односе на територију Босне, док једино нису сагласни у томе о ком се делу Босне заправо ради. Такође, највећи број познатих историчара слаже се у оцени да је Борна утемељитељ прве династије која ће владати средњовековном Хрватском, која се налазила у претходно описаним границама.

## Извори и Литература